# Łukasz Rutkowski (hokeista)
Łukasz Tomasz Rutkowski (ur. 4 sierpnia 1987 w Sosnowcu) – polski hokeista. 

## Kariera
- SMS I Sosnowiec (2004-2005)
- Zagłębie Sosnowiec (2005-2007)
- Polonia Bytom (2007-2008)
- Cracovia (2008-2014)
- Zagłębie Sosnowiec (2014-2017)
- GKS Katowice (2017)
- Zagłębie Sosnowiec (2017-2021)
- UKS Zagłębie Sosnowiec (2019-2021)

Absolwent NLO SMS PZHL Sosnowiec z 2006. Od 2008 zawodnik Cracovii. We wrześniu 2013 przedłużył umowę z klubem. Zawodnikiem Cracovii był do kwietnia 2014. Od 2014 do 2017 grał w Zagłębiu. W sierpniu 2017 był zawodnikiem Tauron GKS Katowice. Następnie powrócił do gry w Zagłębiu. Po sezonie 2020/2021 zakończył karierę zawodniczą celem pełnego zaangażowania się w pracę trenerską w ramach klubu Zagłębia.
W trakcie kariery określany pseudonimami Ruton, Rutek.

## Sukcesy
Klubowe
- Srebrny medal mistrzostw Polski: 2010, 2012 z Cracovią
- Złoty medal mistrzostw Polski: 2009, 2011, 2013 z Cracovią
- Złoty medal I ligi: 2015 z Zagłębiem Sosnowiec

Indywidualne
- I liga polska w hokeju na lodzie (2017/2018)[9]
  - Szóste miejsce w klasyfikacji strzelców w sezonie zasadniczym: 27 goli
  - Drugie miejsce w klasyfikacji asystentów w sezonie zasadniczym: 47 asyst
  - Piąte miejsce w klasyfikacji kanadyjskiej w sezonie zasadniczym: 74 punkty